# آرباتان، سالیان
آرباتان (به انگلیسی: Arbatan) یک روستا و دهکده در شهرستان سالیان در جمهوری آذربایجان است. جمعیت این روستا ۵۴۶۳ نفر است.